# 대한민국 형사소송법 제299조
대한민국 형사소송법 제299조는 불필요한 변론등의 제한에 대한 형사소송법의 조문이다.

## 조문
제299조(불필요한 변론등의 제한)재판장은 소송관계인의 진술 또는 신문이 중복된 사항이거나 그 소송에 관계없는 사항인 때에는 소송관계인의 본질적 권리를 해하지 아니하는 한도에서 이를 제한할 수 있다.

## 참고 문헌
- 손동권 신이철, 새로운 형사소송법(초판, 2013), 세창, 2013. ISBN 9788984114081